# 1940年代臺灣
| 世紀： | 19世紀臺灣 \| 20世紀臺灣 \| 21世紀臺灣                                                                                                   |
| 年代： | 1910年代臺灣 \| 1920年代臺灣 \| 1930年代臺灣 \| 1940年代臺灣 \| 1950年代臺灣 \| 1960年代臺灣 \| 1970年代臺灣                             |
| 年份： | 1940年臺灣 \| 1941年臺灣 \| 1942年臺灣 \| 1943年臺灣 \| 1944年臺灣 \| 1945年臺灣 \| 1946年臺灣 \| 1947年臺灣 \| 1948年臺灣 \| 1949年臺灣 |

1940年代臺灣歷經了從日本統治到由中華民國代表同盟國軍事接管的重大變革。臺灣在大日本帝國所屬臺灣總督府統治時期中經歷二次大戰洗禮後，或之後由中華民國國民政府所屬臺灣省行政長官公署、臺灣省政府統治，都讓臺灣成為「經濟困頓的年代」。
以1945年8月第二次世界大戰結束至10月國民政府開始接管臺灣此一時期為分界，造成臺灣經濟困頓的因素，在前半段時期是因為臺灣隨日本參與了第二次世界大戰，後半段時期則因為與中國經濟圈結合後，受到中國大陸国共内战政局惡化的波及。台灣的歷史課本記載，該困頓時期直至中華民國政府決定撤至臺灣前後，實施數項重大經濟改革，才獲得改善

## 臺灣日治時期
自1937年的盧溝橋事件開始，實際統治的日本政府所屬的台灣總督府即恢復武官總督的設置，直至中日戰爭持續進行，邁入1940年代該設置仍未取消。由於戰爭的需要，以及退出國際聯盟所導致的物資禁運懲罰，台灣經濟亦受到重創。不過，受到影響更深的日本本地卻仍需要台灣在物資上的支援。為此，總督府除了取消原來允許的社會運動外，還全力進行皇民化運動。
皇民化運動的根本精神即大倡台人全面日本化，主要目的之一，即全面動員台人參加其戰時工作，而這項運動一直持續到1945年二次大戰結束為止。此種由台灣總督府主導，極力促成台灣人民成為忠誠於日本天皇下的各種措施，就是皇民化運動的程序和進行工作。終其言，為該運動為內地化的極端形式。

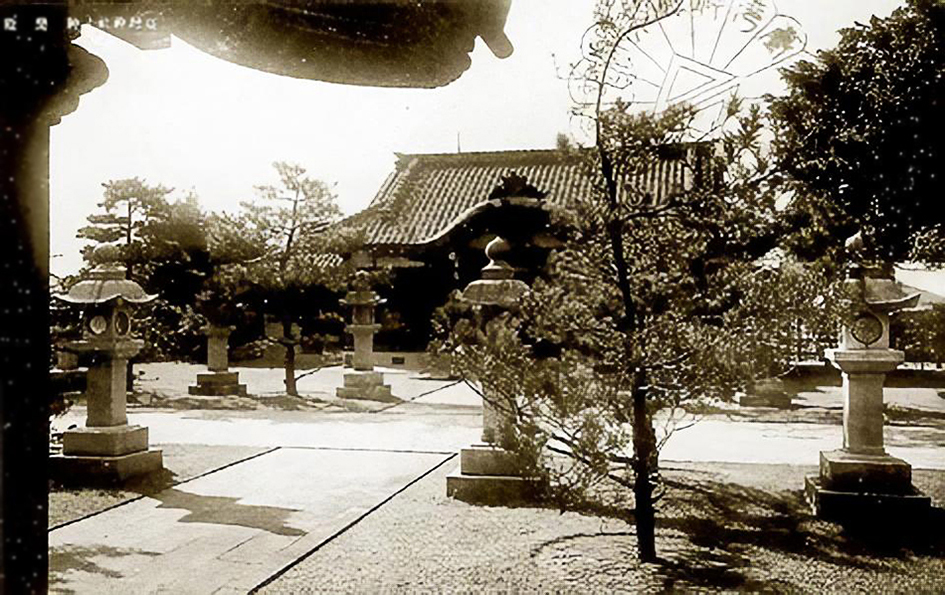
台灣神社。翻攝自日治時期官葉，右方還有台灣總督府家徽式的郵戳

1940年代皇民化運動主軸為「皇民奉公運動時期」，主旨在徹底落實日本皇民思想，強調挺身實踐，驅使台灣人為日本帝國盡忠。。為推動皇民化運動，總督府開始強烈要求台灣人說國語（即日語）、穿和服、住日式房子、放棄台灣民間信仰和祖先牌位、改信日本神道教。此外，台灣總督府也在1940年公佈改姓名辦法，推動廢漢姓改日本姓名的運動。太平洋戰爭爆發後，由於戰爭規模不斷擴大，所需兵員越來越多，日本當局也在1942年開始在台灣實施陸軍特別志願兵制度、1943年實施海軍特別志願兵制度、並於1945年全面實施徵兵制。
除了徵兵制造成的台灣青年大量傷亡外，被視為「皇民」而無端加入太平洋戰爭的台灣，於經濟方面持續受到打擊。1944年後，受到盟軍25次大空襲影響，受波及的台灣農工生產值於戰爭結束前的1945年降到最低點。比方，與台灣1930年代的1937年相比，農業產值只有1937年的49%，工業產值更不到33%。煤礦由20萬公噸降到1萬5千公噸，電力供應從戰前32萬瓩，戰後僅能供應3萬瓩。
此外，二次大戰時，日本人在台灣徵集慰安婦，也就是日軍的隨軍妓女。多數慰安婦是在遭到脅迫、欺騙或是不可抗力的情況下被徵召，並有一些慰安婦於軍營中遭虐待，因此造成受害者肉體及心靈上的嚴重創傷。 至今，這個事件仍被群眾視為踐踏女性權利及尊嚴的行為。在現今的臺灣社會，有基金會專門研究慰安婦的歷史（例如：婦女救援基金會），並且協助至今仍存活的慰安婦對日本提出賠償的要求。

## 國民政府接管臺灣

### 接管前置作業
1943年開羅會議中，聲明戰後台灣歸還中華民國。1944年4月在重慶的國民政府，委由中央設計局設立「台灣調查委員會」，並任命陳儀為主任委員。該調查委員會對當時日治下臺灣的經濟、政治、民生、軍事等各方面作出頗為詳細的調查。
8月15日，日本政府向盟軍投降，第二次世界大戰結束。駐日盟軍總司令麥克阿瑟元帥發佈的《一般命令第一號》第1條規定：「在中國（滿洲除外）、台灣，及北緯16度以北的法屬印度支那（現今的越南北部和寮國）境內的日本高級將領，及所有陸、海、空軍及附屬部隊，應向蔣介石將軍投降」。
戰後，國民政府對於如何接管台灣有兩派意見，一派建議完全與進駐其他「淪陷區」相同，設立「台灣省」。另一派則主張在台設立擁有軍警等特別公權力的「特別行政區」。當時的中國領導者──國民政府主席蔣中正採納陳儀《台灣接管計劃綱要》中的意見，設立台灣省行政長官公署，負責接管台灣。 該公署行政人員初定為2000名。但最後接管計劃中的規劃並未完全實施，長官公署制度集軍政大權於一身而為人詬病，甚至被稱為「新總督府」。
1945年8月29日，蔣中正任命陳儀為「台灣省行政長官」。9月1日於重慶宣佈成立「台灣省行政長官公署」與「台灣省警備總司令部」，同時命陳儀兼任「台灣警備司令」
經過準備後，10月5日，台灣省行政長官公署前進指揮所於台北成立，接管人員分別在10月5日－10月24日分別由上海或重慶飛抵台灣。

### 受降典禮
受降典禮於1945年10月25日上午十點在台北公會堂舉行。降方為大日本帝國所屬第十方面軍，代表為日本臺灣總督兼第十方面軍司令官安藤利吉將軍，陳儀將軍則代表盟軍將領蔣介石將軍受降。同日，台灣省行政長官公署正式運作，機關處所設於原台北市役所（即現在行政院院址）。
主要參加人員有
- 中華民國國民政府代表：陳儀、葛敬恩、柯遠芬、黃朝琴、游彌堅、宋斐如、李萬居
- 台灣人民代表：林獻堂、陳炘、林茂生
- 日軍代表：安藤利吉、諫山春樹

行政長官公署係屬一種暫時性組織，目的在接管台灣時，求得事權統一，接管完整。因此，其組織沿習原有台灣總督府舊有官署組織之處甚多。其行政公署，除設行政長官外，還有民政處，教育處，會計處，工礦處，農林處，交通處，及台灣省專賣局，台灣省法院等相關組織。
由於接管初期的行政長官公署權力過大，類似日治時期的台灣總督府，因此部份台灣人稱長官公署為新總督府。

### 大事沿革
- 1945年8月29日 蔣介石任命陳儀為「台灣省行政長官」
- 1945年9月1日 國府在重慶宣佈成立「台灣行政長官公署」與「台灣省警備總司令部」，同時命陳儀兼任「台灣警備司令」。
- 1945年9月20日 國府補行發布台灣省行政長官公署組織條例。
- 1945年10月5日 台灣省行政長官公署前進指揮所於台北成立。
- 1945年10月25日 受降典禮於上午十點在台北公會堂舉行。降方為大日本帝國所屬第十方面軍，而陳儀則代表盟軍將領蔣介石受降。同日，台灣省行政長官公署正式運作，機關處所設於原台北市役所（即現在行政院院址）。
- 1946年2月20日 行政長官公署對原台灣總督府完成台灣省軍事交接。
- 1947年2月28日 全台發生動亂，史稱二二八事件。
- 1947年4月22日 行政院會議決定撤銷台灣省行政長官公署，改組為台灣省政府。
- 1947年5月16日 廢除撤銷台灣省行政長官公署，正式成立台灣省政府，首任主席為魏道明。
- 1949年4月6日 臺師大與台大發生四六事件。

## 二二八事件

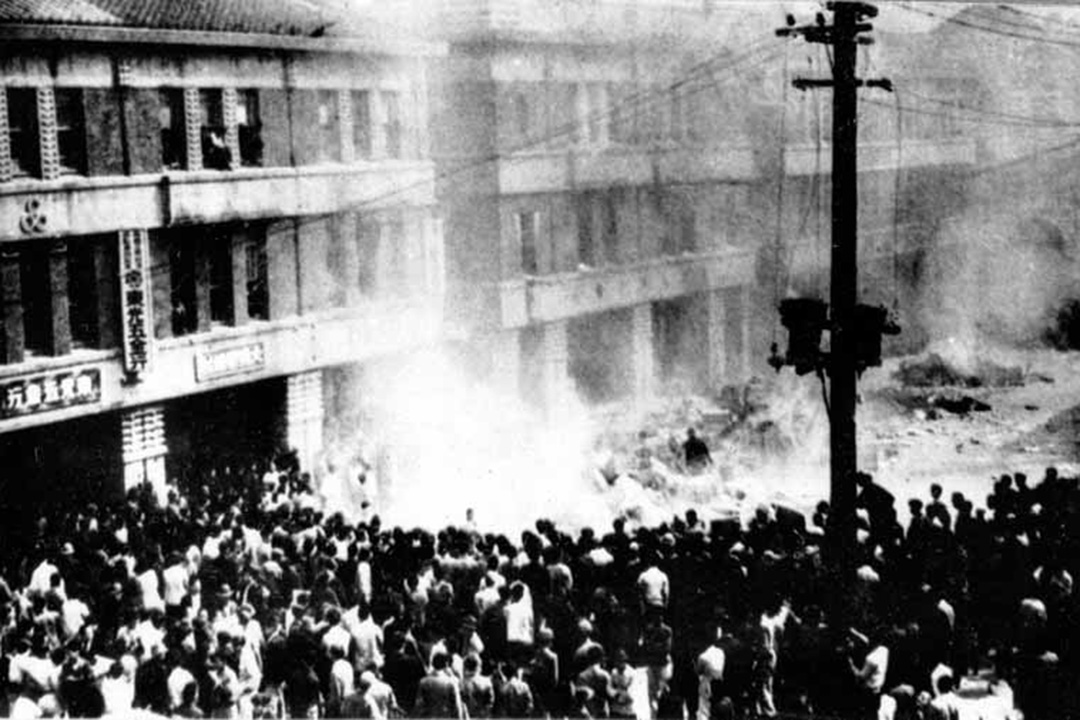
緝菸血案發生後，前往包圍肇禍者任職機關台灣省專賣局台北分局的抗議群眾，時間為1947年2月28日。

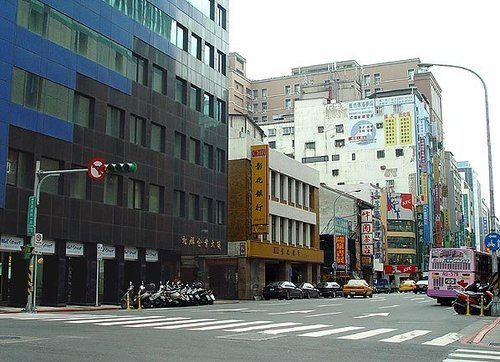
專賣局台北分局所在重慶南路的現狀，(圖中左起第二棟彰化銀行)

二二八事件是台灣於1940年代的大規模流血事件。該事件的導火線是1947年2月27日發生在台北市的一件私菸查緝血案，翌日觸發台北大批市民的示威、罷工和罷市。2月28日，民眾聚集台灣省行政長官公署抗議，無預警遭駐署衛兵開槍射擊，至此，國民政府接管台灣一年多以來因貪腐失政導致民不聊生所累積的龐大民怨至此爆發，各地發生軍民衝突，對抗與衝突在數日內蔓延全台灣，國民政府由中國大陸增援大軍抵台鎮壓屠殺與清鄉。此事件造成許多傷亡，死亡人數眾說紛紜，美國紐約時報記者竇丁報導死亡一萬人。後來行政院官方的調查報告指出死亡人數約為1.8萬至2.8萬人，此事件造成的影響既深且廣並擴及各個層面，也是後來台灣獨立運動的起因之一。
由二二八事件受難者家屬、官方與知名學者支持組成的二二八事件紀念基金會指出，二二八事件的發生主因是：當時統治台灣的台灣省行政長官公署治台政策不當及不講求改革之道、事件後擴大鎮壓、實施清鄉，逮捕槍決知識菁英和民眾，而該鎮壓行為亦造成二二八事件影響台灣長達數十年。

## 經濟改革
1949年年底，國共內戰失利的國民政府正式遷移台北，而1950年韓戰的爆發促使大批美援介入，也結束了經濟困頓的台灣1940年代。
- 国民党撤退到台湾时带来了中国大陆的部分黄金储备和外汇储备，估价约5-10亿美元。[12][13]
- 在1949年起進行金融幣制改革，5月切斷和中國大陸貨幣的匯率聯繫，6月發行新台幣（舊台幣四萬元兌換新台幣一元）。
- 1949年~1953年起陸續推動土地改革，例如：三七五減租、公地放領及耕者有其田等政策，增加農業生產。
- 國民黨政府剛敗退來台時，沒有土地又想改善農民生活，就用一連串的政策巧妙政策地從地主手裡取得土地，但也確實增加了政府持有土地面積。而綜觀國民黨一連串的土地改革，變相地劫富濟貧，歷史的功過還有有待確認。[原創研究？]